# 3382 Cassidy
A 3382 Cassidy (ideiglenes jelöléssel 1948 RD) a Naprendszer kisbolygóövében található aszteroida. Henry L. Giclas fedezte fel 1948. szeptember 7-én.